# 고성경찰서 (경상남도)
고성경찰서(固城警察署, Goseong Police Station)는 경상남도경찰청이 관할하는 경찰서 중 하나이다. 경상남도 고성군 고성읍 중앙로 113에 위치하고 있다.
서장은 총경으로 보한다.

## 기본 정보
- 주소: 경상남도 고성군 고성읍 중앙로 113
- 우편번호: 638-803

## 관할 파출소 및 지구대
고성경찰서는 1개의 지구대와 6개의 파출소를 산하에 두고 있다.
| 명칭       | 사진 | 주소                | 관할구역               | 치안센터                  |
| ---------- | ---- | ------------------- | ---------------------- | ------------------------- |
| 공룡지구대 |      | 고성읍 대가로 27    | 고성읍, 대가면, 삼산면 | 대가치안센터 삼산치안센터 |
| 회화파출소 |      | 회화면 배둔로 19    | 회화면, 구만면, 마암면 | 구만치안센터 마암치안센터 |
| 거류파출소 |      | 거류면 거류로 655   | 거류면                 |                           |
| 하이파출소 |      | 하이면 남일로 433   | 하이면, 하일면         | 하일치안센터              |
| 동해파출소 |      | 동해면 장기3길 136  | 동해면                 |                           |
| 영오파출소 |      | 영오면 영산1길 11   | 영오면, 개천면         | 개천치안센터              |
| 상리파출소 |      | 상리면 척번정1길 98 | 상리면, 영현면         | 영현치안센터              |

## 같이 보기
- 경상남도지방경찰청